# Кошково (Польща)
Кошково (пол. Koszkowo, нім. Koschkowo) — село в Польщі, у гміні Борек-Велькопольський Гостинського повіту Великопольського воєводства.
Населення — 255 осіб (2011).
У 1975-1998 роках село належало до Лешненського воєводства.

## Демографія
Демографічна структура станом на 31 березня 2011 року:
|          | Загалом | Допрацездатний вік | Працездатний вік | Постпрацездатний вік |
| -------- | ------- | ------------------ | ---------------- | -------------------- |
| Чоловіки | 124     | 24                 | 85               | 15                   |
| Жінки    | 131     | 26                 | 81               | 24                   |
| Разом    | 255     | 50                 | 166              | 39                   |